# Wolf (Vorname)
Wolf(f) oder Wulf(f) ist ein deutscher männlicher Vorname. Er kommt auch als Familienname vor.

## Herkunft und Bedeutung
Der Personenname Wolf ist sprachlich identisch mit dem Wolf genannten Tier. Er wurde früher sehr häufig mit einem zweiten Wort verbunden und kommt daher als Bestandteil von Familien- bzw. Personennamen im indogermanischen Sprachraum sehr häufig vor.

## Varianten
- deutsch:
  - Wulf
  - Namen mit Wolf- als erstem Glied: Wolfbert, Wolfdietrich, Wolfgang, Wolfhard, Wolfram, Wolfrum
  - Namen mit -wolf als zweitem Glied: Adolf, Agilulf, Arnulf, Elolf, Gundolf, Ingolf, Landolf, Ludolf, Randolf, Rudolf, Udolf
- jiddisch: 
  - Wolf (װאָלפֿ Wolf)
  - Welwel, Wölwel als Verkleinerungsform
- skandinavisch: Ulf
- bosnisch, kroatisch, serbisch: Vuk
- hebräisch: Ze’ev

## Namensträger

### Wolf
- Wolf (* 1949), Künstlername von Wolfgang Preuß, deutscher Chanson- und Schlagersänger

- Wolf E. Allihn (* 1932), deutscher Pädagoge und Schriftsteller
- Wolf-Dietrich Arnold (1940–2022), deutscher Orthopäde und Hochschullehrer
- Wolf-Rüdiger Arnold, auch Wolf Arnold (* 1939), deutscher Schriftsteller
- Wolf-Eberhard Barth (* 1941), deutscher Forstbeamter, Kynologe und Naturschützer
- Wolf von Baudissin (1907–1993), General der Bundeswehr
- Wolf Dietrich von Beichlingen (1665–1725), Großkanzler und Oberhofmarschall Augusts des Starken
- Wolf-Dietrich Berg (1944–2004), deutscher Schauspieler
- Wolf Biermann (* 1936), deutscher Liedermacher und Lyriker
- Wolf Blitzer (* 1948), US-amerikanischer Journalist und Fernsehmoderator
- Wolf-Ulrich Cropp (* 1941), deutscher Schriftsteller
- Wolf-Dieter Ebersbach (* 1940), deutscher Fernsehmoderator und -journalist
- Wolf Englert (1924–1997), deutscher Kunstmaler, Szenenbildner und Filmarchitekt
- Wolf Erlbruch (1948–2022), deutscher Illustrator und Kinderbuchautor
- Wolf Feller (1930–2014), deutscher Journalist
- Wolf Gerlach (1928–2012), deutscher Filmarchitekt, Erfinder der Mainzelmännchen
- Wolf Gerlach (* 1980), deutscher Schauspieler
- Wolf Haas (* 1960), österreichischer Schriftsteller
- Wolf Harlander (* 1958), deutscher Journalist und Schriftsteller
- Wolf-Dieter Hasenclever (* 1945), deutscher Politiker
- Wolf-Dieter Herrmann (* 1950), deutscher Fernsehmoderator
- Wolf Hirth (1900–1959), deutscher Ingenieur und Segelflugpionier
- Wolf In der Maur (1924–2005), österreichischer Journalist und Herausgeber
- Wolf Kaiser (1916–1992), deutscher Schauspieler
- Wolf-Dieter Kohler (1928–1985), deutscher Kunst- und Glasmaler
- Wolf Ladenburg (1766–1851), badischer Händler und Bankier
- Wolf Landau (1811–1886), deutscher Oberrabbiner
- Wolf von Lindenau (1634–1710), deutscher Amtshauptmann
- Wolf von Lojewski (* 1937), Journalist und ZDF-Moderator
- Wolf Maahn (* 1955), deutscher Rockmusiker
- Frank-Wolf Matthies (* 1951), deutscher Schriftsteller
- Wolf Peter von Oberndorff (1638–1704), kurbayrischer Offizier, Mitglied des Hofkriegsrates
- Wolf Oschlies (* 1941), deutscher Politikwissenschaftler, Publizist und Osteuropa-Experte
- Wolf-Dieter Poschmann (1951–2021), deutscher Fernsehmoderator
- Wolf Prager (≈1520–1579), deutscher Ratsherr und Bürgermeister
- Wolf Przygode (1895–1926), deutscher Schriftsteller und Jurist
- Wolf Dietrich von Raitenau (1559–1617), Fürsterzbischof von Salzburg
- Wolf Reuter (* 1984), deutscher Ökonom und politischer Beamter
- Wolf Roth (* 1944), deutscher Schauspieler
- Wolf Schluchter (1944–2018), deutscher Sozialwissenschaftler
- Wolf Schmidt (1913–1977), deutscher Schauspieler
- Wolf Schunke (1940–2025), deutscher Diplomat
- Wolf Serno (* 1944), deutscher Schriftsteller
- Wolf Jobst Siedler (1926–2013), deutscher Verleger und Schriftsteller
- Wolf Siegelmann (* 1958), deutscher Kameramann
- Wolf Singer (* 1943), deutscher Hirnforscher
- Wolf Spitzer (1940–2022), deutscher Bildhauer
- Wolf Ernst zu Stolberg (1546–1606), deutscher Politiker
- Wolf Trutz (1887–1951), deutscher Schauspieler
- Wolf Vostell (1932–1998), deutscher Maler, Bildhauer und Happeningkünstler
- Wolf Werner (1942–2018), deutscher Fußballtrainer
- Wolf von Wolffersdorff (1887–1945), deutscher Jurist und Landrat
- Wolf Wondratschek (* 1943), deutscher Schriftsteller

- Ronald Wolf Möbus, deutscher Rechtsextremist und Musiker, siehe Ronald Möbus

### Wulf
- Wulf Bernotat (1948–2017), deutscher Manager
- Wulf Dorn (* 1969), deutscher Schriftsteller und Thriller-Autor.
- Wulf Gallert (* 1963), deutscher Politiker
- Wulf Herzogenrath (* 1944), deutscher Kunsthistoriker und Kurator
- Wulf Isebrand (* um 1465–1480; † 1506), Kämpfer für Dithmarschen, legendärer Volksheld
- Wulf Kirschner (* 1947), deutscher Maler und Bildhauer
- Wulf Kirsten (1934–2022), deutscher Lyriker
- Wulf Konold (1946–2010), deutscher Musikwissenschaftler, Dramaturg und Intendant
- Wulf Leisner (1907–1977), deutscher Dramaturg, Regisseur und Bühnenautor
- Wulf Noll (* 1944), deutscher Schriftsteller und Essayist
- Wulf Oesterreicher (1942–2015), deutscher Romanist, Hispanist, Linguist und Hochschullehrer
- Wulf Rössler (* 1947), deutscher Psychiater
- Wulf Segebrecht (* 1935), deutscher Germanist
- Wulf Steinmann (1930–2019), deutscher Physiker und Hochschullehrer
- Wulf Twiehaus (* 1972), deutscher Theaterregisseur
- Wulf Vater (1917–2007), deutscher Pharmakologe